# Четрнаестоугао
Четрнаестоугао, тетрадекагон је многоугао са четрнаест странама .

## Исправи четрнаестоугао
Површина регуларног четрнаестоугла са страном "а" је дата формулом
{\displaystyle {\begin{aligned}A&={\frac {14}{4}}a^{2}\cot {\frac {\pi }{14}}={\frac {14}{4}}a^{2}\left({\frac {{\sqrt {7}}+4{\sqrt {7}}\cos \left({{\frac {2}{3}}\arctan {\frac {\sqrt {3}}{9}}}\right)}{3}}\right)\\&\simeq 15,3345a^{2}\end{aligned}}}

## Изградња троугла четрнаест стопала
Исправан четрнаестоугао се не може градити уз помоћ лењира и компаса . Међутим, могу да се конструишу коришћењем методе неусис конструкције и, ако се користи заједно са трисецтион углом,  или ред са ознаком, као што је приказано у наредна два примера.

## Кованци
Прави четрнаестоугао од четрнаест стопа користи се као облик кованца из чешке Коруне 20.

## Петрин четрнаест
Редовни четрнаестоугао троугла има 5 редовних четрнаесточастих четрнаестоугао.